# Noord-Korea op de Olympische Zomerspelen 1976
Noord-Korea nam deel aan de Olympische Zomerspelen 1976 in Montréal, Canada. Het was de tweede deelname en net als bij de eerste deelname werd een keer goud en zilver gewonnen. De drie bronzen medailles van toen kregen dit keer geen vervolg.

## Medailleoverzicht
| Sport  | Olympiër    | Discipline | Medaille |
| ------ | ----------- | ---------- | -------- |
| Boksen | Gu Yong-Ju  | -54kg (m)  | Goud     |
| Boksen | Li Byong-Uk | -48kg (m)  | Zilver   |

## Deelnemers en resultaten

### Atletiek
| Olympiër       | Discipline   | Resultaat | Prestatie |
| -------------- | ------------ | --------- | --------- |
| Chang Sop-Choe | marathon (m) | 12e       | 2:16.33   |
| Kim Chang-Son  | marathon (m) | 44e       | 2:27.38   |
| Koh Chun-Son   | marathon (m) | 52e       | 2:31.54   |

### Boksen
| Olympiër    | Discipline | Resultaat | Prestatie |
| ----------- | ---------- | --------- | --- |
| Li Byong-Uk | -48kg (m)  | Zilver    | 1ste ronde: W van CAN McKnight: knock-out 2de ronde: W van POL Średnicki: 3-2 kwartfinale: W van VEN Guevara: 3-2 halve finale: W van THA Pooltarat: scheidsrechterlijke beslissing finale: V van CUB Hernández: 1-4 |
| Ung Jo-Jong | -51kg (m)  | 5e        | 1ste ronde: vrij 2de ronde: W van FRG Schür: scheidsrechterlijke beslissing 3de ronde: W van ESP Royán: 3-2 kwartfinale: V van URS Torosjan: 0-5                                                                     |
| Li Byong-Uk | -54kg (m)  | Goud      | 1ste ronde: vrij 2de ronde: W van ROU Ibrahim: 4-1 3de ronde: W van BUL Andreykovski: 5-0 kwartfinale: W van THA Saturngrun: 5-0 halve finale: W van GBR Cowdell: 4-1 finale: W van USA Mooney: 5-0                  |

### Boogschieten
| Olympiër      | Discipline      | Resultaat | Prestatie                                                                            |
| ------------- | --------------- | --------- | ------------------------------------------------------------------------------------ |
| Han Sun Hi    | individueel (v) | 10e       | 1ste ronde: 10de met 1163 punten 2de ronde: 11de met 1184 punten totaal: 2347 punten |
| Jang Sun Yong | individueel (v) | 4e        | 1ste ronde: 5de met 1200 punten 2de ronde: 6de met 1205 punten totaal: 2405 punten   |

### Gewichtheffen
| Olympiër     | Discipline | Resultaat | Prestatie                                                   |
| ------------ | ---------- | --------- | ----------------------------------------------------------- |
| Im Jae-ho    | -52kg (m)  | 10e       | trekken: 11de met 90kg stoten: 10de met 120kg totaal: 210kg |
| Han Gyong-si | -56kg (m)  | DNF       | trekken: 4de met 110kg stoten: geen geldige poging          |
| Om Jong-guk  | -52kg (m)  | 8e        | trekken: 8ste met 110kg stoten: 6de met 145kg totaal: 255kg |

### Judo
| Olympiër     | Discipline      | Resultaat | Prestatie |
| ------------ | --------------- | --------- | --- |
| Jong In-chol | -80kg (m)       | 9e        | 1ste ronde: W van BUL Petkov: walk-over 2de ronde: V van JPN Sonoda: uchi-mata herkansingen: V van AUS Buganey: seoi-nage                                                                                  |
| An Ung-nam   | -93kg (m)       | 7e        | 1ste ronde: vrij 2de ronde: W van BUL Atanasov: o-soto-gari 3de ronde: V van JPN Ninomiya: Tate-shiho-gatame herkansingen: W van KUW Salem: O-soto-gari herkansingen 2: V van GDR Lorenz: Tsuri-komi-goshi |
| Pak Jong-gil | +93kg (m)       | 9e        | 1ste ronde: vrij 2de ronde: V van URS Novikov: Ura-nage herkansingen: V van JPN Endo: Ko-uchi-gari |
| Pak Jong-gil | open klasse (m) | 7e        | 1ste ronde: W van NCA Cornavaca: Kesa-gatame 2de ronde: V van JPN Uemura: O-uchi-gari herkansingen: V van FRA Rougé: Harai-goshi                                                                           |

### Schietsport
| Olympiër     | Discipline             | Resultaat | Prestatie                       |
| ------------ | ---------------------- | --------- | ------------------------------- |
| Kim Gyong-ho | 50m geweer 3 houdingen | 39e       | 1127 punten: (389-378-360)      |
| Ri Ho-jun    | 50m geweer 3 houdingen | 6e        | 1152 punten: (390-389-373)      |
| Kim Gyong-ho | 50m geweer liggend     | 65e       | 581 punten: (97-96-99-96-95-98) |
| So Gil-san   | 25m snelvuurpistool    | 15e       | 587 punten: (294-293)           |
| Yun Chang-ho | 25m snelvuurpistool    | 30e       | 584 punten: (293-291)           |
| Li Un-Hwa    | skeet                  | 62e       | 170 punten                      |
| Li Man-Gu    | 50m bewegen doel       | 15e       | 553 punten: (278-275)           |

### Voetbal
| Olympiër | Discipline | Resultaat | Prestatie                                                                           |
| --- | ---------- | --------- | ----------------------------------------------------------------------------------- |
| An Gil-Wan An Se-Uk Cha Jong-Sok Hong Song-Nam Jin In-Chol Kim Gwang-Sok Kim Il-Nam Kim Jong-Min Kim Mu-Gil Li Hi-Yon Ma Jong-U Myong Dong-Chan Pak Jong-Hun Pak Kyong-Won Yang Song-Guk Kim Myong-Song Kim Sung-Gyu | mannen     | 8e        | groep D: 2de W van Canada: 3-1 V van Sovjet-Unie: 0-3 kwartfinale: V van Polen: 0-5 |

| Groep D |             |             |             |             |             |            |            |            |        |
| #       | Land        | Wedstrijden | Wedstrijden | Wedstrijden | Wedstrijden | Doelpunten | Doelpunten | Doelpunten | Punten |
| #       | Land        | G           | W           | G           | V           | V          | T          | Saldo      | Punten |
| 1       | Sovjet-Unie | 2           | 1           | 1           | 0           | 2          | 1          | +1         | 3      |
| 2       | Noord-Korea | 2           | 1           | 1           | 0           | 1          | 0          | +1         | 3      |
| 3       | Canada      | 2           | 0           | 0           | 2           | 1          | 3          | -2         | 0      |

| Ronde       | Datum    | Plaats      | Land | Score    | Land |
| ----------- | -------- | ----------- | ---- | -------- | ---- |
| Groepsfase  |          |             |      |          |      |
| 21 juli     | Toronto  | Pakistan    | 3-1  | Canada   |      |
| 23 juli     | Ottawa   | Sovjet-Unie | 3-0  | Pakistan |      |
| Kwartfinale |          |             |      |          |      |
| 25 juli     | Montreal | Polen       | 5-0  | Pakistan |      |

### Worstelen
| Olympiër    | Discipline  | Resultaat   | Prestatie |
| Vrije stijl | Vrije stijl | Vrije stijl | Vrije stijl |
| ----------- | ----------- | ----------- | --- |
| Li Yong-Nam | -48kg (m)   | 6e          | 1ste ronde: W van KOR Kim: 11-10 2de ronde: W van ITA Pollio: 35-7 3de ronde: V van IRI Rouhi: 13-14 4de ronde: vrij 5de ronde: V van JPN Kudo: 2-16 |
| Li Bong-sun | -52kg (m)   | 7e          | 1ste ronde: W van FRA Lo Brutto: 21-16 2de ronde: W van FRG Niebler 3de ronde: V van CUB Abreu: 12-16 4de ronde: V van URS Ivanov: 19-22             |
| Li Ho-Pyong | -56kg (m)   | 11e         | 1ste ronde: V van URS Yumin: 5-20 2de ronde: vrij 3de ronde: W van POL Żedzicki: 13-10 4de ronde: V van JPN Arai: 7-18                               |

Amerikaanse Maagdeneilanden · Andorra · Antigua en Barbuda · Argentinië · Australië · Bahama's · Barbados · België · Belize · Bermuda · Bolivia · Bondsrepubliek Duitsland · Brazilië · Bulgarije · Canada · Chili · Colombia · Costa Rica · Cuba · Denemarken · Dominicaanse Republiek · Duitse Democratische Republiek · Ecuador · Egypte · Fiji · Filipijnen · Finland · Frankrijk · Griekenland · Groot-Brittannië · Guatemala · Haïti · Honduras · Hongarije · Hongkong · Ierland · IJsland · India · Indonesië · Iran · Israël · Italië · Ivoorkust · Jamaica · Japan · Joegoslavië · Kaaimaneilanden · Kameroen · Koeweit · Libanon · Liechtenstein · Luxemburg · Maleisië · Marokko · Mexico · Monaco · Mongolië · Nederland · Nederlandse Antillen · Nepal · Nicaragua · Nieuw-Zeeland · Noord-Korea · Noorwegen · Oostenrijk · Pakistan · Panama · Papoea-Nieuw-Guinea · Paraguay · Peru · Polen · Portugal · Puerto Rico · Roemenië · San Marino · Saoedi-Arabië · Senegal · Singapore · Sovjet-Unie · Spanje · Suriname · Thailand · Trinidad en Tobago · Tsjecho-Slowakije · Tunesië · Turkije · Uruguay · Venezuela · Verenigde Staten · Zuid-Korea · Zweden · Zwitserland